# Turbo Tren UAC
El Turbo Tren UAC (nombre original en inglés: UAC TurboTrain) fue uno de los primeros trenes de turbina de gas de alta velocidad. 
Fabricado por United Aircraft, prestó servicio en Canadá entre 1968 y 1982; y en los Estados Unidos entre 1968 y 1976. Amtrak retiró estos trenes en 1980. Fue uno de los primeros trenes impulsados por turbina de gas que entró en servicio para el tráfico de pasajeros, y también fue uno de los primeros trenes pendulares operativos en América del Norte.

## Descripción

### Estudio de diseño del Ferrocarril de Chesapeake y Ohio
Una serie de estudios de diseño realizados por el Ferrocarril de Chesapeake y Ohio en la década de 1950 utilizaron el diseño del Talgo de segunda generación para las suspensiones de sus coches de viajeros. Los brazos de suspensión para cada par de coches consecutivos estaban unidos a un bogie común entre ellos, en lugar de tener un par de bogies separados para cada coche. Los bogies se adaptaban a las curvas ajustados por resortes de tracción que centraban el eje entre las carrocerías contiguas.
Los coches del Turbo Tren eran 76,2 cm más bajos que los convencionales, con el fin de rebajar el centro de masas en relación con el punto de balanceo. Los brazos incluían resortes neumáticos para suavizar el movimiento, aunque producían un efecto "extraño" cuando el tren circulaba por curvas cerradas en patios de maniobra y estaciones.[cita requerida]
Al igual que en los trenes articulados anteriores, esto significaba la dificultad de modificar su composición. La solución a este problema fue modificar los coches con los motores diésel eléctricos (la idea de utilizar una turbina fue muy posterior) para permitir que los trenes se acoplaran por sus extremos. Dado que los trenes articulados requieren de todos modos un coche "especial" en uno de sus extremos (para completar el bogie que de otro modo faltaría), el C&O dispuso dos coches extremos, uno a cada lado. Los dos coches con los motores diésel eléctricos se dispusieron a cada lado del tren, mientras que la cabina de los maquinistas se situó en una "cápsula" en la parte superior. Esto dejaba espacio suficiente para alojar un pasillo entre los motores y debajo de la cápsula de los maquinistas hasta la parte delantera del coche, donde se ocultaban un acoplamiento y las puertas situadas detrás de un par de cubiertas móviles. De esa manera, el tren se podía conectar de frente con otros trenes, proporcionando algo de la flexibilidad en la longitud del tren que ofrecen los coches acoplados, y sin dejar de ser tan ligero como un diseño articulado normal.[cita requerida]

### TurboTrain

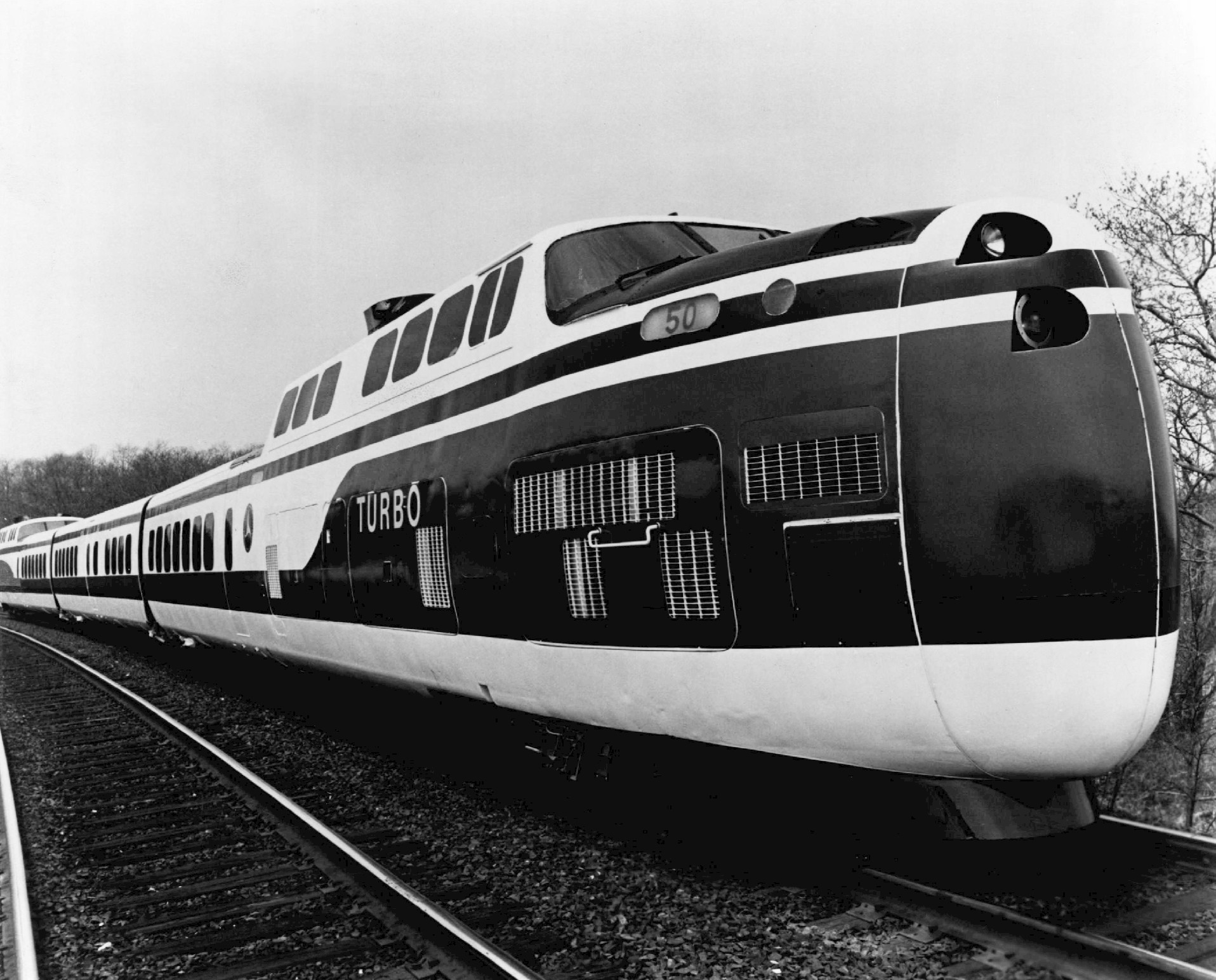
Turbo Tren con la librea del DOT, anterior a su paso al Amtrak en 1971

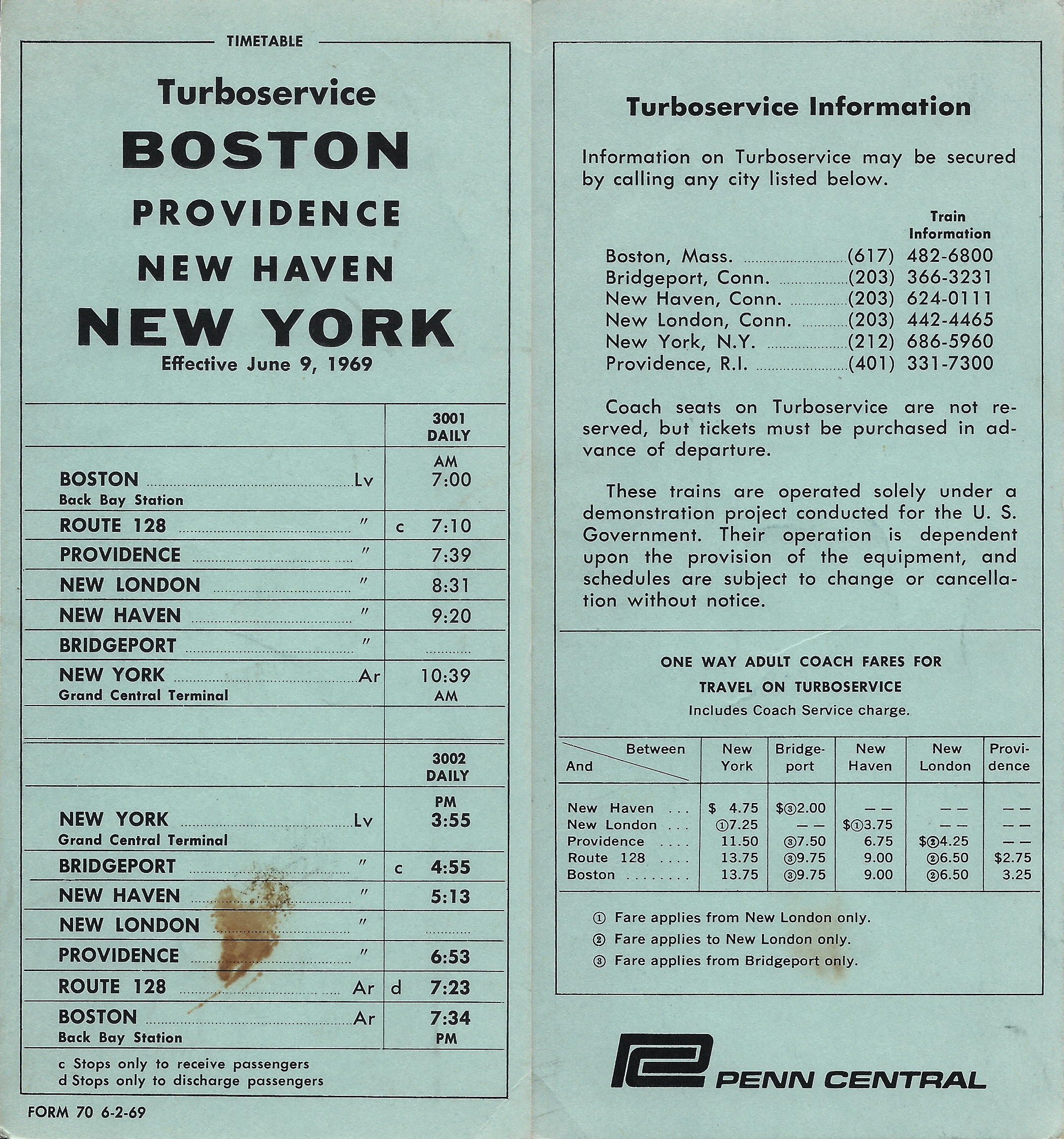
Horario de pasajeros del Ferrocarril Penn Central, en los primeros días del Turbo Tren United Aircraft (junio de 1969). Muestra un viaje diario de ida y vuelta entre Back Bay en Boston y la Grand Central Terminal de Nueva York

Los primeros trabajos del C&O no se desarrollaron hasta la década de 1960. En ese momento comenzaron a darse dos circunstancias principales que reinventarían el concepto anterior dando origen al Turbo Tren: una era el deseo del Departamento de Transporte de los Estados Unidos (DOT) de actualizar el servicio de trenes en los Estados Unidos como resultado de la High Speed Ground Transportation Act of 1965; y la otra era el deseo de la compañía Canadian National Railway de modernizar su servicio de pasajeros con la inauguración del "servicio agrupado" (con Canadian Pacific Railway) entre Toronto y Montreal.[cita requerida]
United Aircraft (UAC) compró las patentes de C&O para participar en el Proyecto de Demostración del Corredor Noreste del DOT. El Turbo Tren fue diseñado por personal de la División del Centro de Sistemas Corporativos (CSC) de UAC, en Farmington, Connecticut. Su configuración era similar a la versión original de C&O, pero modificado para usar propulsión por turbina en lugar de motores diésel. Los impulsores elegidos fueron una versión modificada de la turbina Pratt & Whitney Canada PT6 (también fabricada por una división de la UAC) conocida como ST6, rebajada de 600 a 300 CV. El PT6 utiliza una "turbina de rotor libre" que actuaba como un acoplador de par, por lo que el nuevo diseño no requería utilizar una transmisión mecánica y era capaz de impulsar los generadores eléctricos directamente. Los coches eléctricos tenían tres compartimentos de motor a cada lado del coche y podían montar motores en pares para entre dos y seis turbinas, dependiendo de las necesidades del transportista. Otra ST6 accionaba un alternador para generar la corriente de servicio necesaria para los sistemas del tren independientes de la tracción, como el aire acondicionado, la calefacción o la iluminación. Cada máquina tenía una capacidad de combustible de 5774 litros.
Los motores de las turbinas eran más pequeños y livianos (136 kg con accesorios) que los motores diésel que reemplazaron, por lo que los coches motores originales terminaron siendo mucho más grandes de lo necesario. En lugar de iniciar una reconfiguración a fondo, UAC reorganizó el interior del diseño existente. La "carlinga" de la cabina de control en la parte superior se alargó para producir un área panorámica con asientos, y también se agregaron asientos adicionales en el nivel principal. Esto produjo los "Power Dome Cars" (PDC) que medían 22,3 m de largo (desde la punta de la nariz al eje articulado de arrastre), mientras que los "Intermediate Cars" (IC) medían 17,3 m (de eje a eje), siendo considerablemente más cortos que los coches convencionales de la época (que solían medir unos 26 m de largo).
La capacidad de conectar trenes juntos permaneció en gran medida sin cambios, aunque la ruta del pasaje interno cambió ligeramente para elevarse hacia el área de observación de la cápsula, luego volver a bajar debajo de la sala de control y de allí a la nariz. Este diseño particular, con las cabinas de control en la parte superior y los acoplamientos ocultos detrás de unas puertas en la parte delantera, es similar al del NS Intercity Materieel utilizado en los Países Bajos.
Varios periodistas de la prensa canadiense evaluaron que los Turbo Trenes producían "un chirrido con los carriles muy superior al de los trenes convencionales", y tienen malas características de conducción, especialmente en curvas, y un periodista afirmó que "las articulaciones con un solo eje hacen que en la práctica se circule por las curvas en una serie de sacudidas cortas, en lugar del movimiento fluido prometido en los comunicados de prensa".
Los bogies de un solo eje en el Turbo Tren eran muy complejos mecánicamente y los brazos de suspensión eran "brazos telescópicos, esencialmente actuadores de tornillo con rodamiento de bolas; la suspensión de los bogies motorizados con rodamiento interior era "especialmente compleja" y se unía a las turbinas a través de "una intrincada red de acoplamientos y ejes mecánicos".

## Producción y uso

### Servicio en EE. UU.

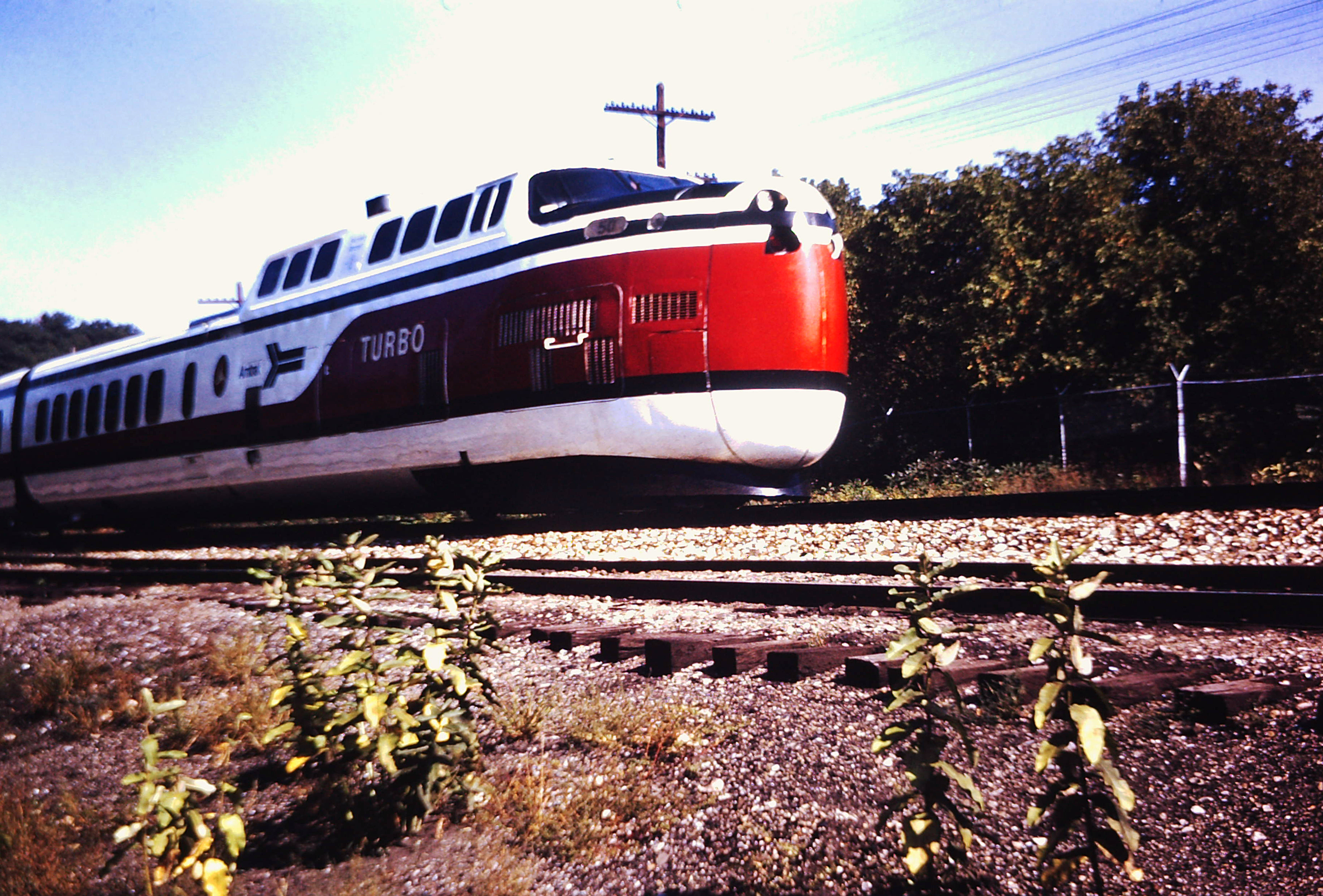
Un Turbo Tren de la Amtrak llegando a Ann Arbor (Míchigan) en septiembre de 1971

Se construyeron dos Turbo Trenes (DOT1 y DOT2) en los Talleres Pullman en Chicago. Las pruebas de alta velocidad de los trenes se realizaron desde una base en Fields Point en Providence, Rhode Island, usando la vía entre las estaciones Route 128 (cerca de Boston) y de Westerly (Rhode Island). Sectores de la vía en este trayecto, hasta el día de hoy, son los únicos tramos donde Amtrak opera el servicio Acela Express a una velocidad de 241 km/h.
El primer viaje del Turbo Tren desde Chicago a destinos del este se realizó el 1 de agosto de 1967.
En una competición con el tren presentado por GE, el Metroliner, organizada en la línea principal del Ferrocarril Penn Central entre Trenton y Nuevo Brunswick el 20 de diciembre de 1967, uno de los Turbo Trenes llegó a alcanzar una velocidad de 275 km/h. Este sigue siendo el récord de velocidad ferroviario para un tren con turbina de gas.
El 1 de enero de 1968, el programa TurboTrain fue transferido del CSC a la Sikorsky Aircraft Division (SA) dentro de la UAC. El Departamento de Transporte de los Estados Unidos arrendó ambos trenes y contrató al Ferrocarril de New Haven para operarlos. Desafortunadamente, el Ferrocarril de New Haven entró en bancarrota; y el 1 de enero de 1969 fue absorbido por el Ferrocarril Penn Central, que heredó el contrato. El 8 de abril de 1969, el Penn Central puso el equipo en servicio en el Corredor Noreste entre Boston y Nueva York. Las composiciones de tres coches transportaban a 144 pasajeros y circulaban a una velocidad máxima de 160 km/h. Los Turbo Trenes fueron equipados con tomas de contacto con el tercer carril eléctrico para poder operar en la Grand Central Terminal. En su primer año de operación, la puntualidad de los trenes se acercó al 90 por ciento, cubriendo los 368 km de su recorrido en tres horas y 39 minutos.
Después de las quiebras ferroviarias y en medio de amenazas de más, la National Railroad Passenger Corporation (Amtrak) asumió el servicio de pasajeros para la mayoría de los ferrocarriles estadounidenses, incluido el Penn Central, el 1 de mayo de 1971. Amtrak mantuvo el servicio del Turbo Tren entre Boston y Nueva York, cambiando a la Estación de Pensilvania como su terminal de Nueva York. También cubrió brevemente otros destinos con Turbo Trenes.[cita requerida]
En septiembre de 1976, Amtrak dejó de correr los ingresos de los trenes Turbotrain y los trasladó a los Talleres de Mantenimiento de Field's Point cerca de Providence (Rhode Island) a la espera de posibles ventas a CN. Se hizo un intento adicional de vender las unidades al Illinois Central, pero el mal estado mecánico de los trenes hizo que el acuerdo fracasara.

### Servicio canadiense

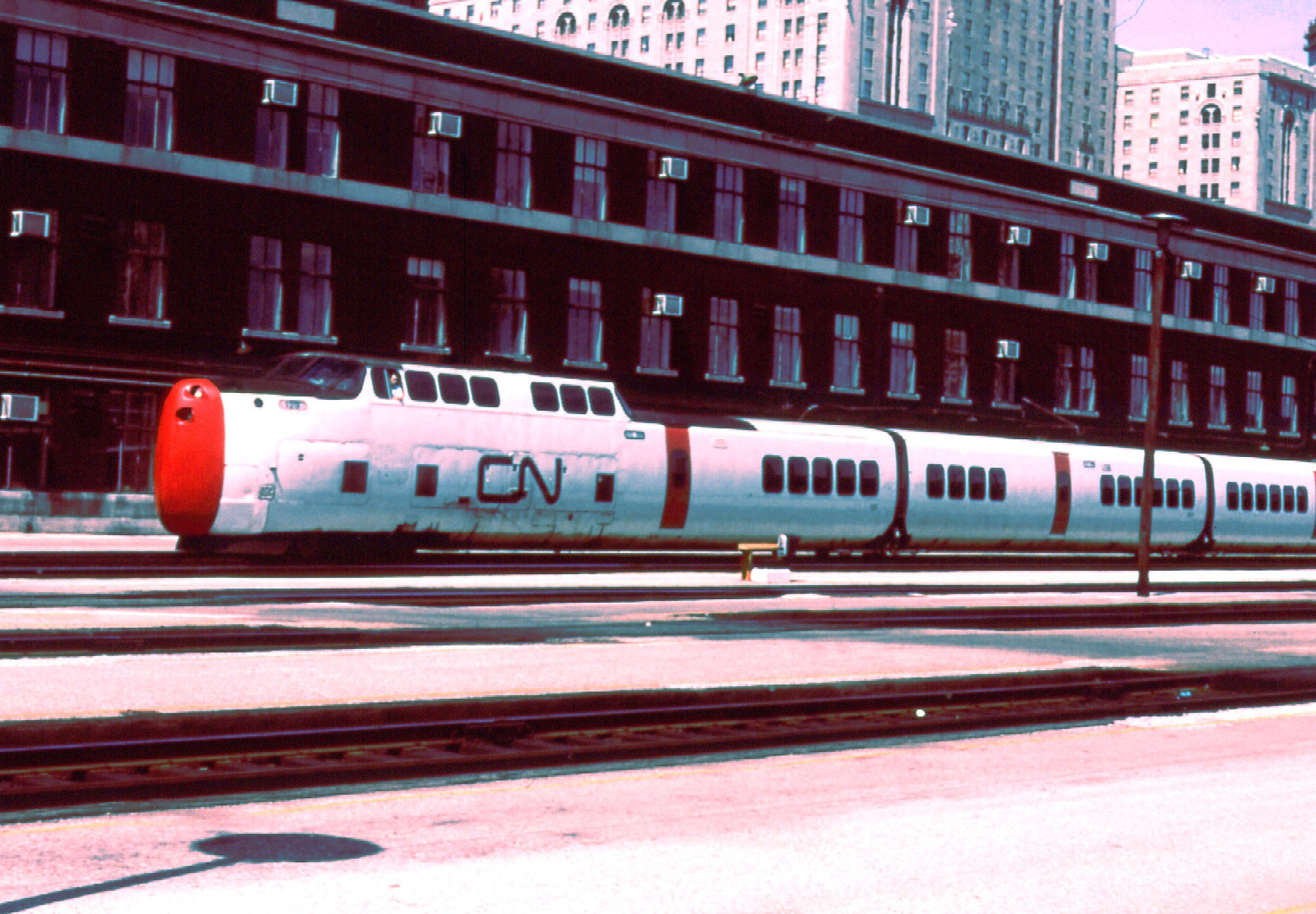
Turbo Tren de la Canadian National en Toronto

En mayo de 1966, el Canadian National Railway ordenó cinco Turbo Trenes de siete coches para el servicio Montreal-Toronto. Planearon operar los trenes en tándem, conectando dos trenes juntos en una disposición más grande de catorce coches con una capacidad total de 644 pasajeros. Los trenes canadienses fueron construidos por Montreal Locomotive Works, con sus motores ST6 suministrados por la división canadiense de UAC (posteriormente Pratt & Whitney Canada) en Longueuil. Originalmente, se planeó que los Turbo Trenes canadienses entraran en servicio en el verano de 1967, pero las dificultades técnicas retrasaron la entrada al servicio de pasajeros hasta el 12 de diciembre de 1969. Los fallos principales afectaban al equipo auxiliar y provocaban que se cortara la corriente en los trenes.
CN y su agencia de publicidad querían promover el nuevo servicio como una forma de transporte completamente nueva, eliminando incluso la palabra "tren" del nombre. En la mercadotecnia de CN, se hacía referencia al tren simplemente como el "Turbo", aunque retuvo el nombre completo de TurboTrain en la propia documentación y comunicación de CN con UAC. Un objetivo de la campaña de marketing de CN era poner el tren en servicio para la Exposición Universal de Montreal (1967), apresurándose sus pruebas. Era tarde para la Expo, lo que supuso una decepción para todos los involucrados, pero el ritmo frenético no disminuyó y se autorizó para el servicio después de solo un año de pruebas: la mayoría de los trenes pasan de seis a siete años antes de entrar en servicio.
La primera demostración del Turbo en diciembre de 1968 incluyó un gran contingente de prensa. Una hora después de su debut, el Turbo chocó con un camión en un cruce de carreteras cerca de Kingston. A pesar de las preocupaciones de que los trenes livianos como el Turbo serían peligrosos en colisiones, el tren permaneció en posición vertical y en gran medida no sufrió daños. Las vigas grandes justo detrás de la nariz, diseñadas para este propósito, absorbieron el impacto de la colisión y limitaron el daño a las puertas de fibra de vidrio y a las piezas metálicas subyacentes. El tren fue reparado en tan solo una semana. No hubo víctimas mortales, aunque este incidente ha sido citado como uno de los principales hechos que contribuyó al cese de los esfuerzos de Canadá por desarrollar un moderno tren de pasajeros.
El servicio comercial inicial comenzó poco después. En su primer recorrido en dirección oeste, el Turbo alcanzó 167 km/h durante 10 minutos en las inmediaciones de Dorval. En las pruebas de velocidad realizadas el 22 de abril de 1976, el tren alcanzó 226 km/h cerca de Gananoque, el récord canadiense hasta el día de hoy. Sin embargo, en el servicio regular de pasajeros, los Turbo Trenes se limitaron a 152 km/h en Canadá, debido a los numerosos pasos a nivel de la ruta canadiense, estimados en 240 pasos a nivel de carreteras públicas y 700 cruces agrícolas o privados entre Montreal y Toronto.
Los problemas técnicos, incluidos los sistemas de frenos congelados en invierno, requirieron la suspensión del servicio a principios de enero de 1969. El servicio se reanudó en mayo de 1970; sin embargo, los problemas técnicos causaron nuevamente que el Ferrocarril Nacional Canadiense retirara todos los Turbo Trenes del servicio nuevamente en febrero de 1971. En este punto, la gerencia del CN expresó públicamente una gran insatisfacción con estos trenes, y un vicepresidente afirmó: "los trenes nunca estuvieron a la altura al contrato original y aún no lo han hecho". El fabricante, United Aircraft Company, afirmó públicamente que el CN suspendió el servicio del Turbotrain por problemas técnicos relativamente menores. Los expertos, incluido Geoffrey Freeman Allen (editor de Jane's World Railways), señalaron que los Turbo Trenes habían empleado demasiadas tecnologías avanzadas, que habían sido incluidas "sin evaluación práctica en condiciones ferroviarias reales. Desde la transmisión hasta la suspensión y los elementos auxiliares, demasiados componentes vitales parecían haberse trasladado directamente del tablero de dibujo a la línea de producción en serie".
Durante el "tiempo de inactividad", el CN cambió sus planes, y en 1971 comenzó un programa de reconstrucción, que convirtió los cinco trenes de siete coches en tres unidades de nueve coches, y se agregaron varios cambios menores. El escape del motor ensuciaba las ventanas del techo, por lo que se colocaron unas placas deflectoras, y se agregó una parrilla al frente de los motores, justo detrás de las puertas de la cubierta. El resto de los vehículos eléctricos y de pasajeros se vendieron a Amtrak, integrados en dos juegos de 4 coches. Uno de esos conjuntos colisionó con un tren de carga en un recorrido de prueba en julio de 1973 y tres de los coches tuvieron que ser dados de baja. La venta del coche superviviente, un "Power Dome Coach", fue cancelada, y permaneció inactiva hasta que sustituyó a una unidad gemela que se incendió en septiembre de 1975.
Los tres juegos reconstruidos de 9 coches entraron en servicio para el CN a finales de 1973. La compañía destinó los Turbos al corredor Toronto-Montreal-Toronto, con paradas en Dorval, Kingston y Guildwood (en el Corredor Quebec-Windsor). El servicio "Turbo" era aproximadamente una hora más rápido que los trenes expresos anteriores de CN, el "Rápido". Sin embargo, incluso a finales de la década de 1970, todavía no alcanzaron la velocidad de diseño prevista de 192 km/h; la velocidad promedio más rápida en el servicio regular de pasajeros programado se registraba entre Kingston y Guildwood, tardando 102 minutos en recorrer los 230 km entre las dos ciudades sin paradas, a una velocidad promedio de 137 km/h).
En 1974, después de modificaciones sustanciales del dispositivo de la caja de cambios y de la suspensión pendular, así como del refuerzo del aislamiento acústico, los Turbo Trenes finalmente prestaron los servicios previstos sin problemas. CN operó estos trenes hasta 1978, cuando VIA Rail se hizo cargo de sus servicios de pasajeros.
Uno de los tres trenes restantes sufrió una fuga de aceite y se incendió en la tarde que circulaba desde Montreal a Toronto el 29 de mayo de 1979, deteniéndose al oeste de Morrisburg. Los bomberos tardaron un tiempo en llegar, ya que se vieron obligados a circular por la plataforma de la vía. La máquina y los dos coches quedaron totalmente destruidos. No hubo heridos, aunque tuvo que realizarse un desembarco rápido. El tren finalmente fue remolcado de vuelta al patio de Turcot en Montreal y permaneció allí durante varios años, cubierto por lonas.[cita requerida]
El último servicio del Turbo se realizó el 31 de octubre de 1982, siendo reemplazados por los trenes LRC, fabricados por la empresa canadiense Bombardier Transportation, que empleaban locomotoras diésel convencionales. Aunque ante la opinión pública los Turbo Trenes tenían fama de poco fiables, de acuerdo con los registros del CN, las últimas unidades remodeladas registraron una tasa de disponibilidad de más del 97%. El LRC sufrió problemas iniciales similares, especialmente con el sistema de inclinación bloqueando los coches en posición inclinada.[cita requerida]
La retirada de los Turbo Trenes también fue precipitada por el aumento de los precios del petróleo durante el embargo de 1973 y los años siguientes, que acabaron con "una de las principales ventajas de la tracción de la turbina de gas: la economía del costo del combustible".
Ninguno de los 8 trenes construidos ni ninguno de sus vagones fueron preservados.